# Gelsemium rankinii
Gelsemium rankinii är en tvåhjärtbladig växtart som beskrevs av John Kunkel Small. Gelsemium rankinii ingår i släktet Gelsemium och familjen Gelsemiaceae. Inga underarter finns listade i Catalogue of Life.